# Тогатус

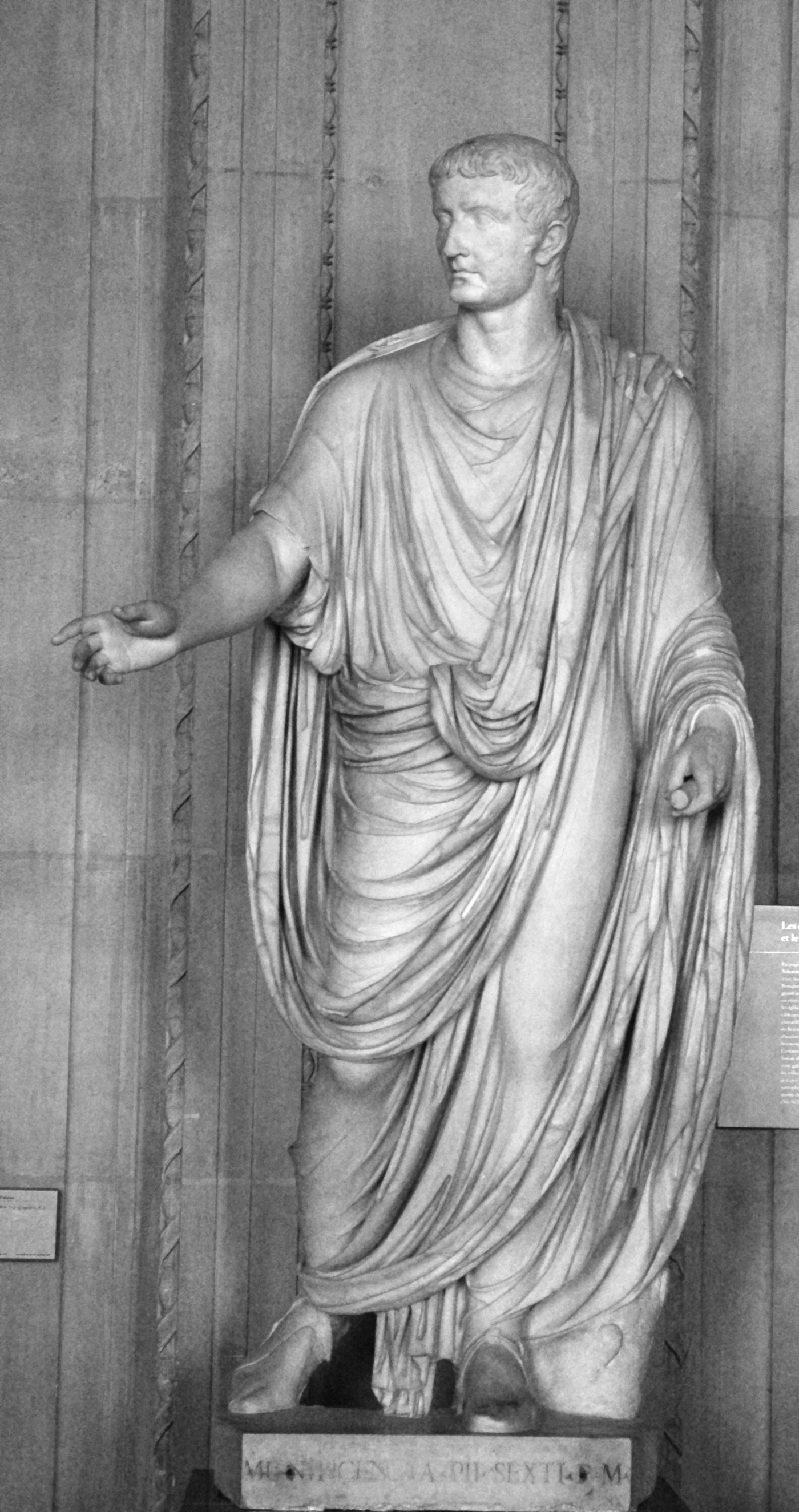
Тиберий в тоге

Тога́тус (лат. togatus «одетый в тогу, тогоносец») в Древнем Риме — человек, одетый в тогу; самоназвание римлян, поскольку тога была национальной одеждой и атрибутом полноправного римского гражданина, а ношение тоги являлось обозначением социального статуса свободного человека и гражданина.
Император Август предписал всем гражданам, входящим на Форум, быть одетыми в тогу. Она быстро стала символом Древнего Рима: «символом этой цивилизации была тога, без которой на форум и вообще в приличное общество просто не пускали. „Народ тоги“, „генс тогатус“, — вот что такое Рим. Тоги не было у „варваров“, у всяких там греков. Они не понимали ничего в великом искусстве драпировки складок — дикие люди. Тога — символ иерархии, упорядоченности, места в иерархии, заслуг перед отечеством». Древние греки носили плащи, которые римляне называли «паллий», и существовало противопоставление прагматичных и не склонных к умозрениям тогати-римлян умозрительным паллиати-грекам.

## В скульптуре
Существует тип древнеримских статуй, условно называемый «тогатус». Они всегда изображают стоящих прямо и в полный рост мужчин, задрапированных в тогу. В данной иконографии изображают и императоров, и сенаторов, и более простых граждан. (Часто встречается указание, что статуи тогатусов изображали ораторов, но это грубое обобщение).

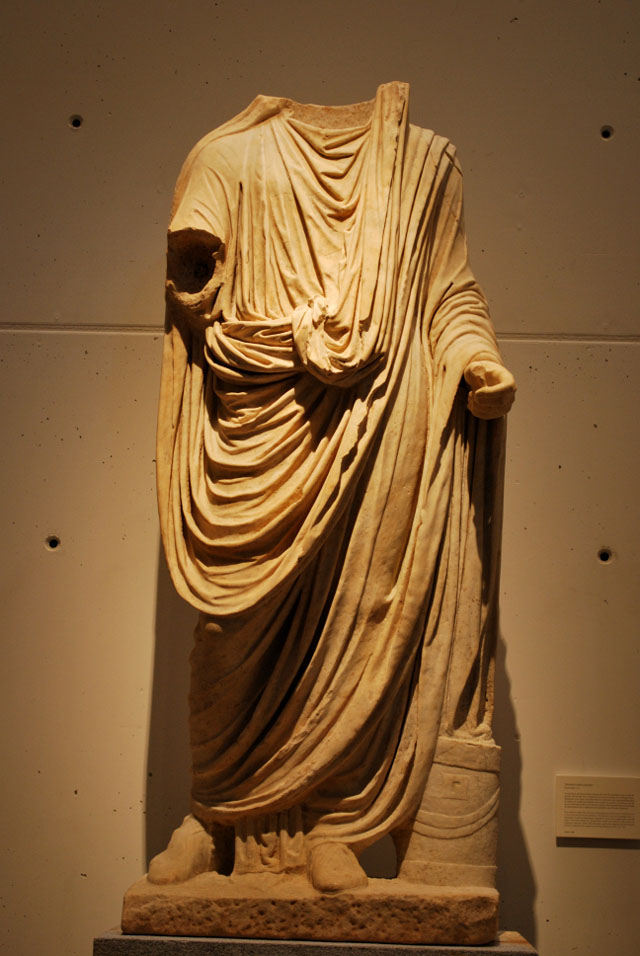
Скульптура Августа в тоге из Карфагена

Статуя тогатуса, как особый вид портрета, возникла в эпоху Республики. О сложении данного типа иконографии можно сказать следующее: «с развитием общественной жизни, с ростом значения полководца-завоевателя, государственного деятеля, законодателя появляется в Риме почетная статуя римлянина, закутанного в тогу („тогатус“)». По мере того, как римское государство развивалось и богатело, росли и его эстетические запросы. Для прославления знаменитых ораторов, удачливых политиков и победоносных военачальников обычных бюстов оказалось недостаточно и в моду вошли статуи выдающихся людей в полный рост — homo politicus, в отличие от изображений в доспехах, подчеркивающих военные заслуги модели. Статуи помещались на высоких пьедесталах в общественных местах, а поскольку изображавшийся человек непременно являлся официальным лицом, то скульптурный портрет изображал его одетым в почетное римское облачение — тогу, а сами статуи начали называть «тогатусами».
Как пишут искусствоведы, «хотя основной тип „староримского“ направления — статуя тогатуса несомненно сложилась под влиянием греческой пластики, (таких её образцов, как статуя Софокла в Латеранском музее в Риме), стиль исполнения многочисленных римских скульптур этого типа далек от эллинских прообразов. Такова одна из древнейших дошедших до нас статуй тогатуса — статуя с виллы Челимонтана в Риме, служившая надгробным памятником и датирующаяся началом I века до н. э. Поза традиционна — тогатус изображен стоящим прямо, с правой рукой, заложенной за край тоги. Сухая, графическая линейная трактовка складок короткой тоги, по покрою аналогичной одежде Авла Метелла, и особенно тип головы с резкими чертами лица, не лишенного известной экспрессии, напоминают этрусские надгробные скульптуры. Статуя эта и близкие ей произведения являются связующим звеном между позднейшей римской портретной скульптурой и предшествовавшей ей этрусско-италийской»
«Большой широкий плащ-тога одет поверх туники и драпируется всегда одинаково. Перекинутая через плечо тога образует три группы округлых складок: на груди у пояса, у колен и внизу. По этой схеме тога расположена на статуе римлянина с портретами предков в руках („Тогатус Барберини“). Такая же драпировка сохраняется и на статуях I—II вв. н. э. Композиционно статуи „тогатуса“ очень просты. Это прямо стоящая фигура с опорой на одну ногу и со слегка отставленной другой; общая плоскостность построения не нарушается легким движением рук».

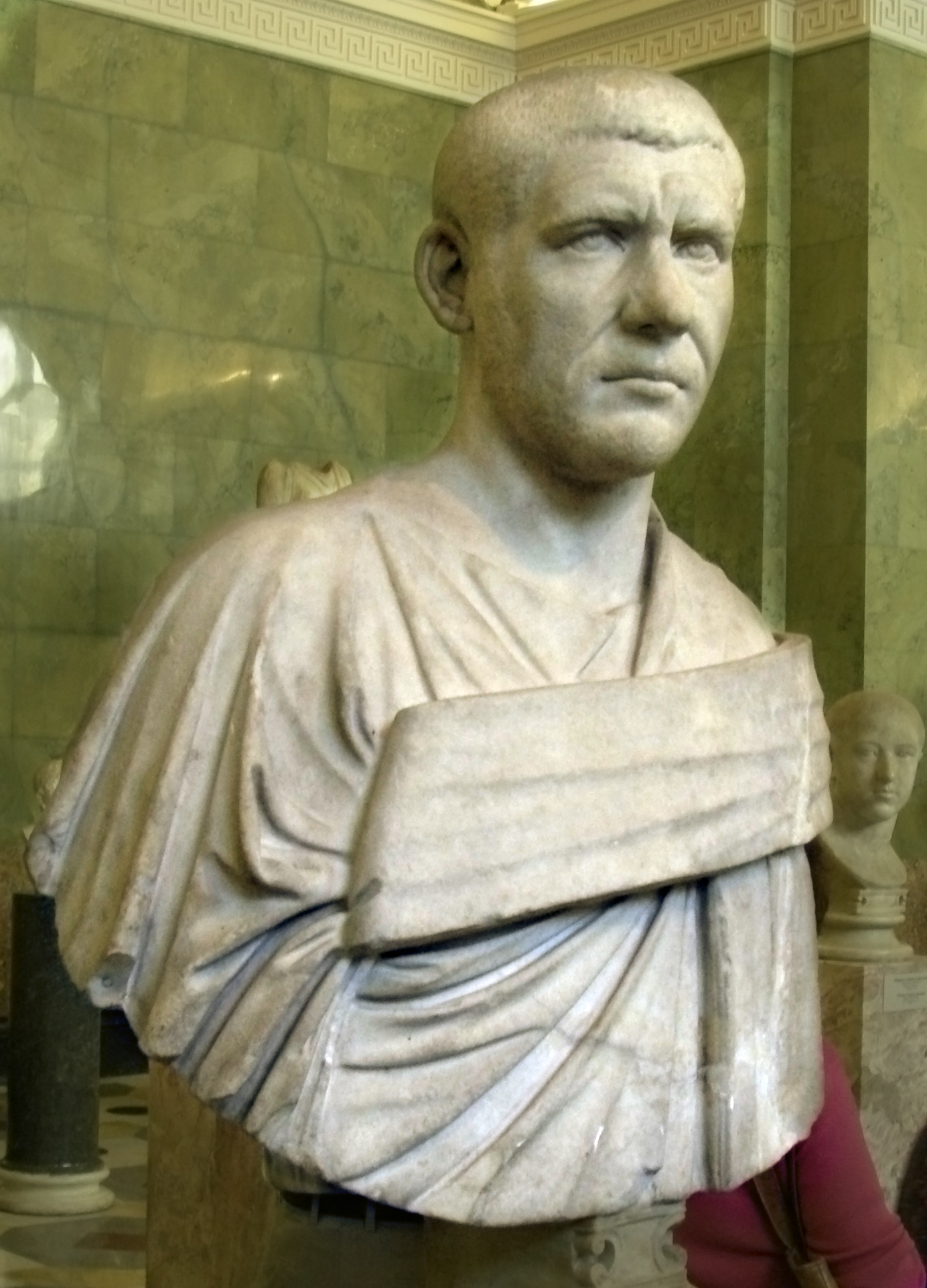
Портрет императора Филиппа Араба. Четко заметна поперечная складка контабуларий

В раннеимператорское время изменяется одежда: длинная тога доходит до ступней ног, складки её становятся более богатыми и разнообразно расположенными. В тогатусах конца III века, как и во всей древнеримской скульптуре, происходит «огрубление» стиля: в трактовке фигур ощущается нарастание статичности. Фигуры тогатусов становятся все более жесткими и графичными. Возникает характерная широкая поперечная складка — контабуларий, диагональная от левого плеча под правую руку — синус, а также большая вертикальная складка, идущая от левого плеча вниз, подчеркивающая высоту фигуры и симметричность её построения. Эти особенности хорошо видны на статуе тогатуса из Национального музея в Риме.
На более ремесленном уровне изготовление статуй тогатусов ставилось «на поток»: драпировки (тоги) таких статуй или бюстов могли изготовляться заранее, по шаблону, являясь ремесленной работой, а портретные головы, вставлявшиеся в них, делались по специальному заказу более профессиональным мастером-портретистом, иногда даже из мрамора другого сорта

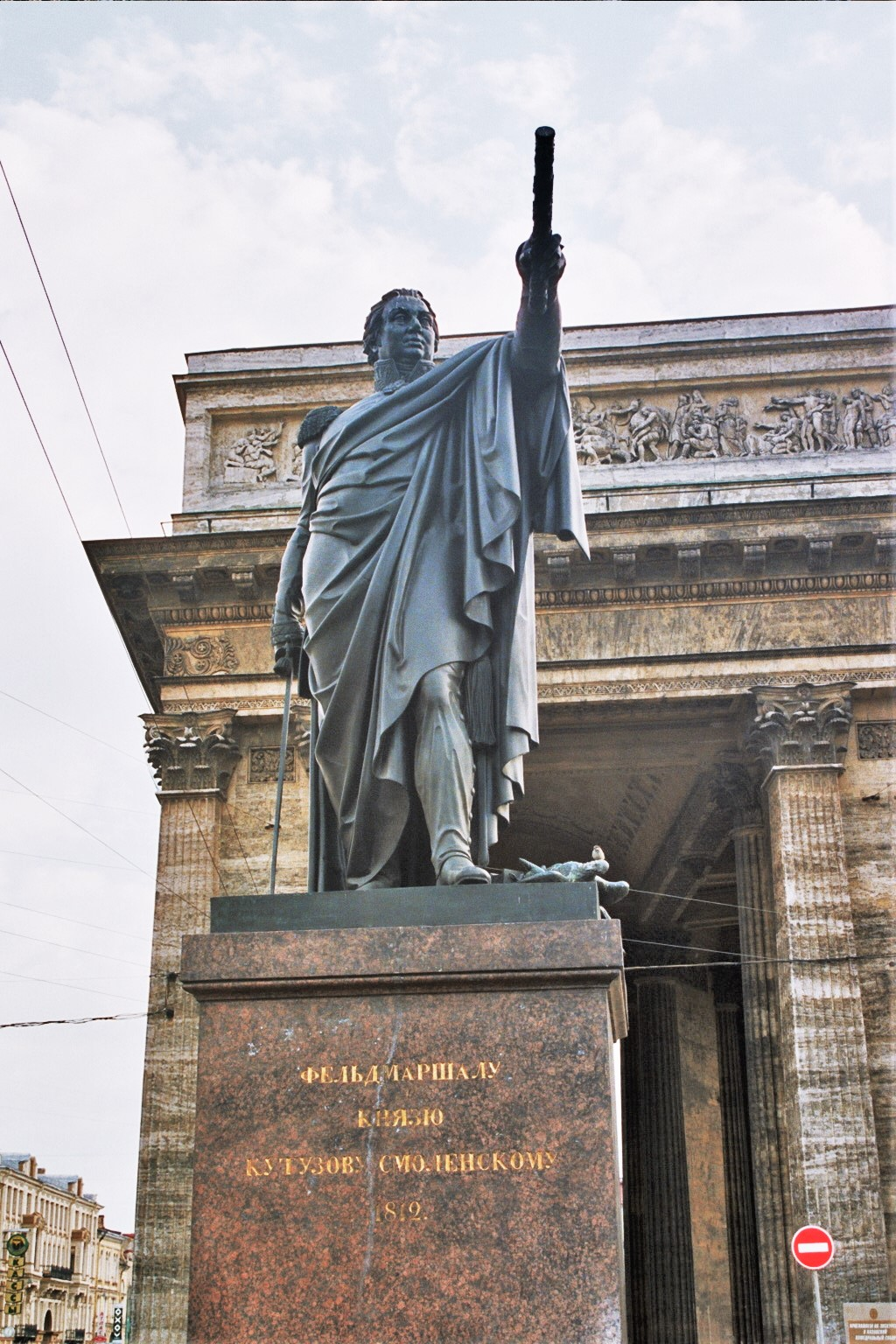
Статуя Кутузова, скульптор Борис Орловский

Обычай изображать в подобной иконографии дипломатов и полководцев сохранился в европейских странах до середины XIX в. (например, статуи Кутузова и Барклая-де-Толли перед Казанским собором в Петербурге, причем здесь полководцы одеты под тогами не в обычные для римлян туники, а в парадные мундиры с эполетами и орденами).

### Примеры статуй тогатусов
- Статуя тогатуса Гения Августа
- Тогатус Барберини
- Памятник Ломоносову (Архангельск)